# Automated Planet Finder
Automated Planet Finder (рус. Автоматический поисковик планет), он же — Rocky Planet Finder (рус. поисковик каменистых планет) представляет собой полностью роботизированный 2,4-метровый оптический телескоп в обсерватории Лик, расположенный на вершине горы Гамильтон к востоку от Сан-Хосе в штате Калифорния (США). Он предназначен для поиска экзопланет с массой, в диапазоне от пяти до двадцати раз превышающей Земную. Прибор рассматривает около 10 звезд за ночь. На протяжении десяти лет телескоп, как ожидается, изучит 1000 близлежащих звезд для планет. Изначально его предполагаемая стоимость составляла 10 млн долларов США. Общая итоговая стоимость к завершению проекта составила 12370000$. Первый запуск был первоначально запланирован на 2006 год, но возникли задержки в строительстве основных компонентов телескопа, которые сместили запуск на август 2013 г. В августе 2013 г. был произведён запуск.
Телескоп использует высокоточные измерения лучевой скорости для распознавания рефлекторного движения близлежащих звёзд, вызванного гравитацией движущихся по орбитам вокруг наблюдаемой звезды планет. Проектная точность должна обеспечивать обнаружение движения звезды со скоростью до одного метра в секунду, что сравнимо со скоростью медленной ходьбы. Основными целями будут звезды в пределах около 100 световых лет от Земли.
Первые тесты показали, что производительность Доплеровского спектрометра Кена и Глории Леви достигают проектной точности. Спектрометр имеет высокую пропускную способность и демонстрирует расчётную чувствительность (1,0 м/с), на уровне точности измерения лучевой скорости инструментами HARPS и HIRES.

## Сборка
Конструкция телескопа была создана в ходе международного сотрудничества:
- Заготовка зеркала была отлита в России.
- Оптическая доводка зеркала была осуществлена в штате Мэриленд, США.
- Сборка проводилась в Аризоне, США.
- Купол телескопа был построен в Австралии.
- Спектрограф был спроектирован и построен в Калифорнии.
- Сама обсерватория расположена на горе Гамильтон в Калифорнии.